# Josh Harder
Josh Harder (Turlock, 1º agosto 1986) è un politico statunitense, membro della Camera dei Rappresentanti per lo stato della California.

## Biografia
Nato e cresciuto in California, Harder ha studiato alla Modesto High School, quindi si è laureato in scienze politiche ed economiche presso la Stanford University, in seguito ha preso un master in business administration alla Harvard Business School.
Nel maggio 2017 si candida come democratico al Congresso, nel decimo distretto della California comprendente la California Central Valley. Arriva al secondo posto (primo tra i candidati democratici) con il 16,7% dei voti alle "primarie giungla" dietro al deputato uscente repubblicano Jeff Denham, che poi riesce a battere alle elezioni generali di novembre in un'elezione molto incerta in cui inizialmente l'avversario repubblicano apparve in vantaggio per poi essere rimontato grazie al conteggio dei voti inviati per corrispondenza. I risultati definitivi che confermarono la vittoria di Harder furono confermati solo il 14 novembre, 5 giorni dopo le elezioni.

## Vita privata
Harder e sua moglie Pamela si incontrarono come studenti universitari alla Stanford University. Si sono sposati ai Meadowlark Botanical Gardens in Virginia nel 2018. Hanno annunciato su Twitter di avere avuto una figlia, Lillian, nel marzo 2022.